# Sulbactam/amoxicilina
Amoxicilina/sulbactam é uma associação medicamentosa utilizada para tratar diversos tipos de locais passíveis de infecção bacteriana tais como sistema respiratório, tecidos moles, pele, sistema genitourinário, sistema gastrintestinal e em cirurgia obstétrica. O sulbactam potencializa o efeito antibiótico, pois inibe as beta-lactamases. Este medicamento pode combater tanto bactérias gram-positivas quanto bactérias gram-negativas.

## Superdosagem
A superdosagem deste medicamento pode ser corrigida através de hemodiálise.